# Mont Nabeba
Mont Nabeba – szczyt o wysokości 1020 m n.p.m. położony w pasmie Mayumbe. Leży w północno-zachodniej części Konga, blisko granicy z Kamerunem. Jest to najwyższy szczyt Konga.